# Euphorbia emirnensis
Euphorbia emirnensis Baker es una especie fanerógama perteneciente a la familia de las euforbiáceas. 

## Distribución
Se encuentra en Comoras, Madagascar, y Mayotte. Su natural hábitat son los pastizales subtropicales o tropicales de altitud.  Está amenazado por la pérdida de hábitat.

## Descripción
Es una planta herbácea, se encuentra en matorrales y bosques húmedos o  subhúmedos, montano, a una altitud de 1000-1499 metros,  y de 1500-1999 m, 2000-2499 m, en  las Comoras.

## Taxonomía
Euphorbia emirnensis fue descrita por John Gilbert Baker y publicado en Journal of the Linnean Society, Botany 20: 251. 1883.
Etimología
Euphorbia: nombre genérico que deriva del médico griego del rey Juba II de Mauritania (52 a 50 a. C. - 23), Euphorbus, en su honor – o en alusión a su gran vientre –  ya que usaba médicamente Euphorbia resinifera. En 1753 Carlos Linneo asignó el nombre a todo el género.
emirnensis: epíteto